# Hans-Wendt-Stiftung
Die Hans-Wendt-Stiftung ist in Bremen eine ausschließlich gemeinnützige Bremer Stiftung und anerkannter freier Träger der Jugendhilfe. 
Rund 400 Mitarbeiter organisieren für Kinder, Jugendliche, junge Erwachsene und deren Familien ambulante, teilstationäre und stationäre Angebote.

## Geschichte und Ziele
Die rechtsfähige Stiftung des bürgerlichen Rechts wurde von dem Bremer Kaufmann, Zigarrenfabrikanten und Geheimen Kommerzienrat Hermann Otto Wendt (1848–1920) eingerichtet und vom Senat 1919 genehmigt.
Hermann-Otto Wendt erwarb 1908 in Horn-Lehe Am Lehester Deich einen Hof, nutzte ihn als Sommersitz und nannte ihn nach dem Vornamen seiner Frau Mariannenhof. Sein Sohn Hans (1883–1899) starb früh; nach ihm wurde die Stiftung benannt.
1920 begann die Arbeit der Stiftung auf dem Mariannenhof. 1922 wurden dort zwei Baracken zur Kindererholung aufgestellt. 1954 entstanden unter Mitwirkung von Mintje Bostedt sogenannte Pflegenester für Kinder, die bis 1972 bestanden. 1973 nahm ein neues Therapiezentrum den Betrieb Am Lehester Deich auf. 1982 folgte die Jugendwohngemeinschaft Hohentorsheerstraße. 1984 begann die Arbeit im  Kinder-Tages-Haus Wischmannstraße, 1985 die der Ausbildungswerkstatt Blockdiek und 1986 die der Ambulanten Hilfe. Seit 1989 wurden Russlanddeutsche betreut. Der 12. parlamentarische Untersuchungsausschuss der Bremischen Bürgerschaft und der Rechnungshof der Freien Hansestadt Bremen untersuchten 1990/91 vorgeworfene Missstände bei der Stiftung. 1993 kamen die Dienste für die Sozialpädagogische Familienhilfe hinzu, 1995 die Kinder- und Jugendfarm und zwei Kintertageshäuser, 1996 ein Kindertagesheim und ein Jugend- und Kinderhaus, 1998 der Familienkrisendienst und das Wohn- und Betreuungsprojekt in der Westholzerstraße und 1999 der Hort Ohlenhof. 
2000/01 wurde ein Leitbild für die Stiftung und für alle Mitarbeiter formuliert. Sie fördert die
Integration der Behinderten und setzt sich für die Auflösung von Sondereinrichtungen ein. Vor allem sozial benachteiligte oder aus
psychischen Gründen eingeschränkte junge Menschen und Familien sollen gefördert werden, unabhängig von kultureller
Herkunft, Hautfarbe oder religiöser Überzeugung. 
Eröffnet wurden 2002 das Kinderhaus FinKids in Findorff, 2003 das Wohn- und Betreuungsprojekt Utbremer Straße und das Gästehaus der Kinder- und Jugendfarm in Borgfeld und 2004 das Seminarhaus Grohner Straße in Walle.
2012 traten Spannungen zwischen der Stiftung und der Sozialsenatorin Anja Stahmann (Grüne) auf wegen der Neubesetzung des im Juni 2012  abberufenen Stiftungsrates. Ende 2012 hob die Sozialsenatorin die Abberufung wieder auf.  
Aktuell (Stand 12/2019) wird die Stiftung von Jörg Angerstein als Vorstand geleitet.

## Aufgaben und Standorte
- Erziehungshilfen
  - Ambulante Erziehungshilfen mit Angeboten für Jugendliche und Familien
- Interdisziplinäre Frühförderung
- Heilpädagogische Hilfen
  - Integrierte Heilpädagogische Tageserziehung (IHTE)
  - Heilpädagogische Hilfen mit dem Pferd
- Wohneinrichtungen
  - Sozialtherapeut. Wohn- und Betreuungseinrichtung, Utbremer Straße
  - Sozialtherapeut. Wohn- und Betreuungseinrichtung Hemelingen
  - Wohngruppe Hohentor
  - Wohngruppe Lindenhofstraße
  - Jugendwohngemeinschaft Westerholzstraße
  - Eltern-Kind-Einrichtung
- Quartiersbildungszentren
  - QBZ Blockdiek
  - QBZ Robinsbalje
- Krippen/Kindertagesstätten der Hans-Wendt gGmbH (Tochter der Hans-Wendt-Stiftung)
  - Kinderhaus Am Fleet
  - Kinderhaus Am Lehester Deich
  - Kinderhaus Fin Kids
  - Kinderhaus Holler Wichtel
  - Kinderhaus Am Kammerberg
  - Kinderhaus Hoppetosse
  - Kinderhaus Pulverberg
  - Kinderhaus Purzelbaum
  - Krippe Vege-Kids
- Kinder- und Jugendfarm Borgfeld 
  - zertifizierter Arche-Park, vielfältige Angebote, Projekte und Ferienfreizeiten im Bereich Naturerlebnis / Umweltbildung / Tiere

## Hinweis
Die Straße Am Mariannenhof, eine Nebenstraße der Straße Am Lehester Deich in Horn-Lehe wurde nach dem Landhaus von Wendt benannt. 